# Mehrlagenrohr
Ein Mehrlagenrohr (ursprünglich auch Ringrohr genannt) ist eine besondere Bauweise eines Waffenrohrs aus dem 19. Jahrhundert. Solche Rohre wurden mit heiß aufgezogenen Ringen, Mänteln oder Draht zur Aufnahme höherer Innendrücke vorbereitet. Waffen mit diesen Rohren wurden vielfach als Ringkanonen und ähnlich bezeichnet.

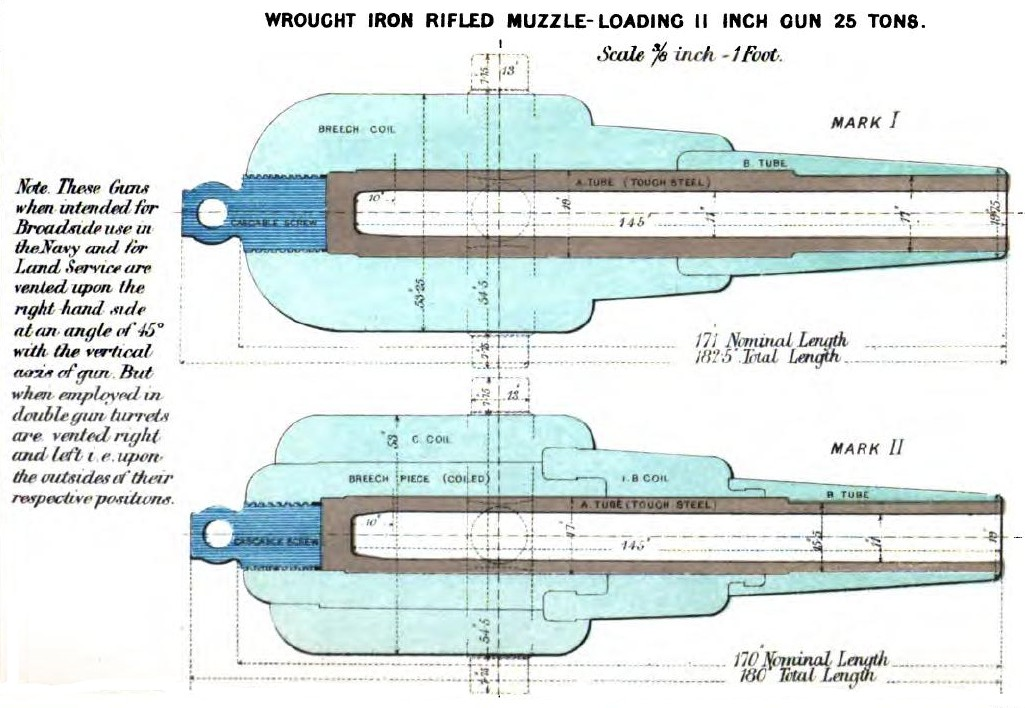
Mantelringrohr einer britischen RML 11 inch gun

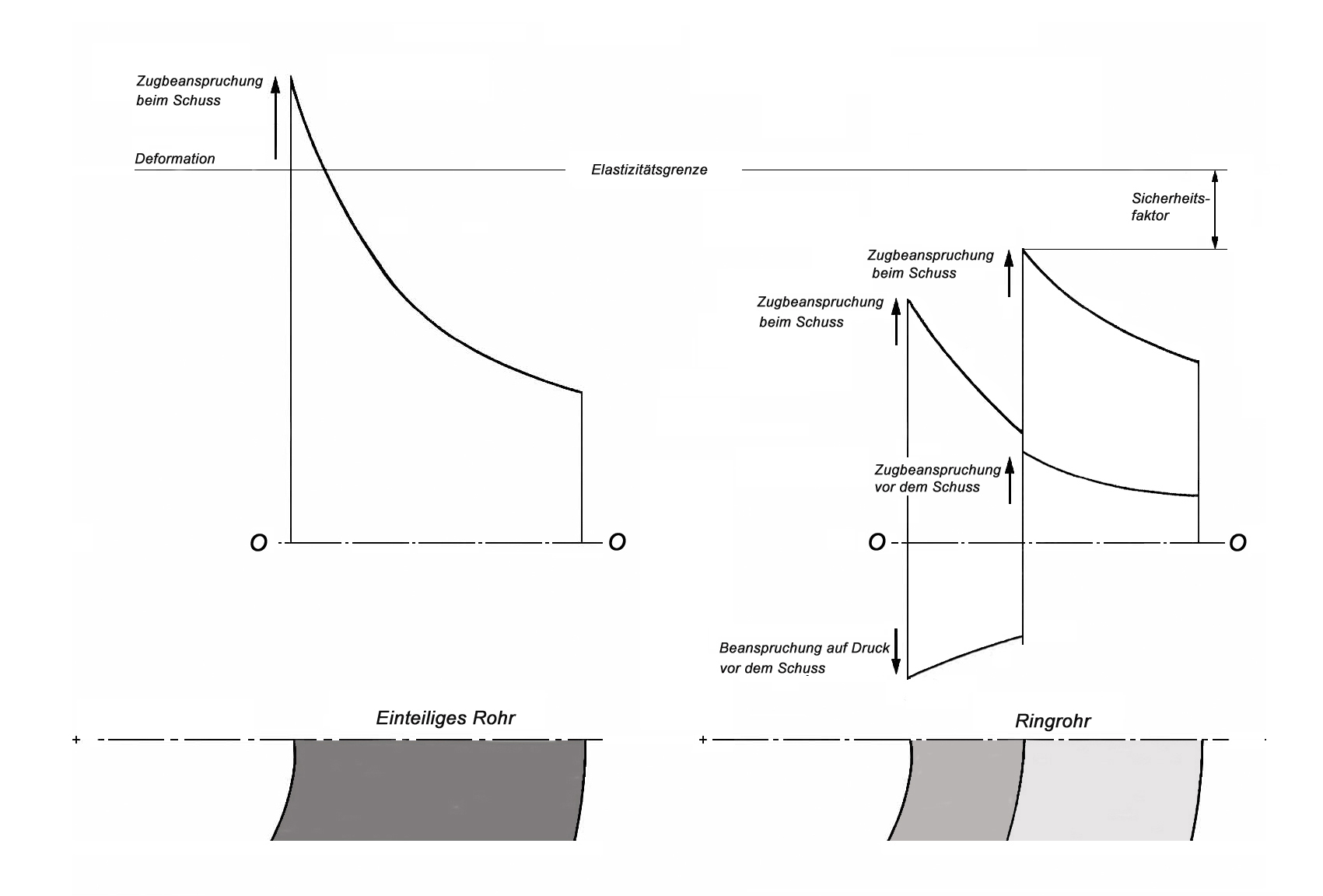
Vergleich der Beanspruchung einer Vollrohr- gegenüber einer Ringkanone

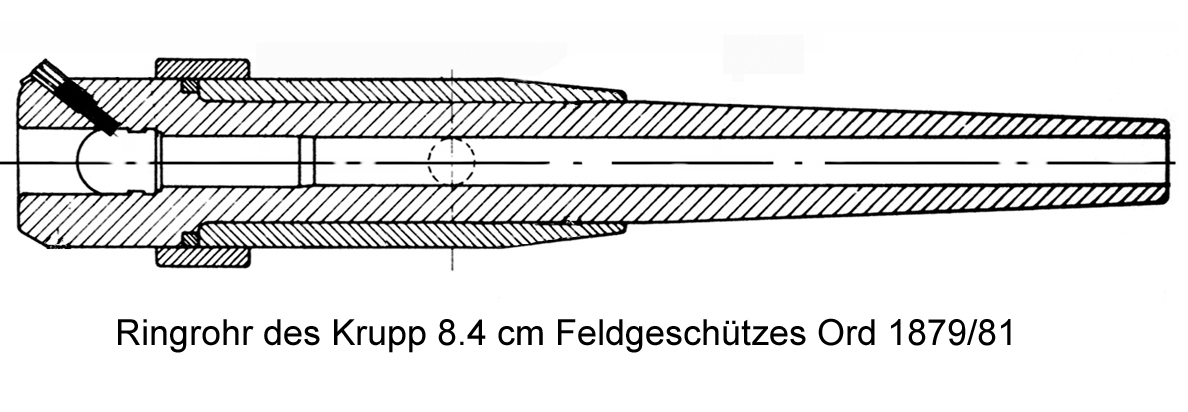
Ringrohr des 8,4-cm-Feldgeschützes Ord 1879/81 (Schweiz)

Die Entwicklung der Pulverladungen, insbesondere des langsam abbrennenden Pulvers, ermöglichte immer größere Gasdrücke. Man versuchte zunächst, gegossene Vollrohre durch größere Wanddicke zu verstärken, aber das gelingt nur begrenzt, denn irgendwann hat die Materialstärke des Rohrs kaum Einfluss auf die Belastung der Rohrinnenwand. Im 19. Jahrhundert erkannte man, dass von außen auf das Rohr aufgebrachter Druck – wie ihn ein aufgeschrumpfter Ring erzeugt – dem Expansionsdruck der Pulvergase entgegenwirkt.
In den 1840ern wickelte der US-Amerikaner Daniel Treadwell Streifen aus Schmiedeeisen um einen Kernlauf aus Stahl. Die neue Konstruktionsweise hat sich um 1855 durch den Briten William Armstrong etabliert. Bei Armstrong wurden Ringe oder Mäntel aus Schmiedeeisen um das Seelenrohr aufgeschrumpft.
Grundsätzlich konnten die Lagen das ganze oder nur ein Teil des Kernrohrs umhüllen. Das hintere Ende wurde durch mehr Lagen verstärkt als der Teil bei der Mündung, weil dort der Gasdruck größer ist. Die Schildzapfen befanden sich nicht mehr auf dem Kernrohr, sondern auf der äußeren Lage. Bei Hinterladern war der Verschluss entweder im Kernrohr oder im Mantelrohr untergebracht. Die Qualität der Ringe hatte Einfluss auf das Schwingungsverhalten der Rohre und damit auf die Treffsicherheit des Geschützes.
Es wurden verschiedene Arten von Mehrlagenrohren entwickelt:
- Ringrohr: Das Kernrohr ist durch eine oder mehrere Lagen warm aufgezogener Ringe umgeben. Ringrohre wurden durch Mantel- und Mantelringrohre abgelöst, weil diese in verschiedenen Beziehungen überlegen waren.
- Mantelrohr: Das Kernrohr ist von einem warm aufgezogenen Mantel umgeben. Diese Konstruktion wurde hauptsächlich bei kleineren Geschützen verwendet.
- Mantelringrohr: Das Kernrohr ist mit einem Mantel versehen und überdies durch einen oder eine größere Anzahl Ringe (in einer oder mehreren Lagen) verstärkt. Das Mantelringrohr wurde für schwere Geschütze verwendet.
- Drahtrohr: Das Kernrohr wird in einer größeren Zahl Schichten mit Stahldraht bzw. Bandstahl von rundem, quadratischem oder rechteckigem Querschnitt umwunden. Ein Mantel, der die Schildzapfen trägt, umschließt und schützt die äußerste Drahtschicht.[3]

Mehrlagenrohre blieben im Einsatz, bis sie allmählich von der Anfang 20. Jahrhundert entdeckten Autofrettage abgelöst wurden.